# George Best
George "Georgie" Best, född den 22 maj 1946 i Belfast, död den 25 november 2005 i London, var en nordirländsk fotbollsspelare som spelade som ytter, känd som den första "rockstjärnan" inom fotbollen. Detta då han likt en rockstjärna fick tidningarnas uppmärksamhet i större utsträckning än någon i hans position tidigare fått.

## Karriär
Best var en framgångsrik tekniker i Manchester United. Han började spela för klubben 1963 sedan han upptäckts av en talangscout hemma på Nordirland. Det var här talangscouten Bob Bishop, då den lokala klubben Glentoran dömt ut Best som för liten, sände ett telegram till Manchester Uniteds manager Matt Busby; "Jag tror att jag funnit dig ett geni".
Under åren 1963–1974 spelade han 446 matcher för Manchester United och gjorde totalt 178 mål; den interna skytteligan i United toppades av Best sex år i rad. Med klubben vann han bland annat Europacupen för mästarlag 1968; samma år som han också valdes till "årets spelare i Europa". Best spelade även för Nordirlands fotbollslandslag där han gjorde 9 mål på 37 landskamper.
Best ansågs som en av de bästa under sin storhetstid men hans karriär kantades av fylleskandaler och kvinnoaffärer vilket så småningom ledde till dess slut. Som 27-åring 1974 fick han sparken från Manchester United på grund av att han inte kom till träningarna. Han fortsatte med spel i olika klubbar i Sydafrika, Storbritannien, Irland, USA, Hongkong, och Australien utan större framgång.
Best hade under stora delar av sitt liv svåra alkoholproblem och 2002 genomgick han en levertransplantation. Under oktober 2005 blev han akut sjuk i en lunginfektion med efterföljande blödningar i inre organ, och lades in på Cromwell Hospital i London. Han avled den 25 november.
Med sin första fru Angie fick Best sonen Calum. En tid var han tillsammans med svenskan Mary Stavin som var Miss World 1977. Best ligger begravd i Belfast, på kyrkogården Roselawn Cemetery, med inskriptionen "Brother and Father George" på gravstenen.
Till minne av Best blev flygplatsen Belfast City Airport år 2006 omdöpt till George Best Belfast City Airport.
Karaktären Gavin Harris i Goal!-filmerna, spelad av Alessandro Nivola, är löst baserad på Best.

## Meriter
- Engelsk mästare 1965, 1967
- Europacupen för mästarlag 1968

## Individuella meriter
- Ballon d'Or: 1968